# کراتس
کراتس (زبان یونانی: Κράτης ὁ Μαλλώτης یا Krátēs o Mallṓtēs) اهل مالوس در کیلیکیه، زبان‌شناس و نحوی‌، فیلسوف رواقی‌، شارح هومر و رئیس یونانی کتاب‌خانهٴ پرگامون بود. وی در نیمهٴ اول قرن دوم قبل از میلاد در پرگامون برآمد.
به گفتهٴ استرابون او یک کره سماوی ساخت، قدیم‌ترین کرهٴ سماوی که ثبت شده است. او مروج اصلی نظریهٴ فیثاغوری چهار تودهٴ خشکی بود، که بنابر آن اویکومنه تنها یکی از چهار تودهٴ خشکی مسکون مشابه یکدیگر بود، این خشکی‌ها به وسیلهٴ دو اقیانوس از یکدیگر جدا شده بود و دو به دو مقابل یکدیگر قرار داشت. مقایسه‌ای که میان زبان‌های یونانی و لاتینی به عمل آورد، وادارش کرد تا زبان یونانی را عمیقاً مورد تحلیل قرار دهد، و نخستین دستور زبان رسمی را تألیف کند. دیدار او از روم در ۱۶۸ ق م ممکن است در سازمان یافتن کتاب‌خانه‌های عمومی روم مؤثر شده باشد.